# Novy Boeh
Novy Boeh (Oekraïens: Новий Буг) is een stad in het oblast Mykolajiv (Oekraïne) met 15.003 inwoners. Novy Boeh werd in 1810 gesticht.

## Geografie
De stad ligt in het noorden van het oblast Mykolajiv en was de hoofdplaats van het rajon Novy Boeh. In 2020 ging dit op in rajon Basjtanka. De dichtstbijzijnde stad is Basjtanka op zo'n 32 kilometer. Novy Boeh ligt verder nabij grote steden als Kryvy Rih (65 km) en Mykolajiv (90 km).